# فرانکلن (آریزونا)
فرانکلن (به انگلیسی: Franklin) یک منطقهٔ مسکونی در ایالات متحده آمریکا است که در آریزونا واقع شده‌است. فرانکلن ۲٫۵۹ کیلومتر مربع مساحت و ۲۲٬۴۸۹ نفر جمعیت دارد و ۱٬۱۳۶٫۹۲ متر بالاتر از سطح دریا واقع شده‌است.